# Heidelstein
Der Heidelstein (auch Schwabenhimmel) ist ein 925,7 m ü. NHN hoher Berg in der Hohen Rhön, einem Teil des deutschen Mittelgebirges Rhön. Er erhebt sich zwischen Bischofsheim in der Rhön im bayerischen Landkreis Rhön-Grabfeld und Wüstensachsen im hessischen Landkreis Fulda mit Gipfellage in Bayern.  
Auf dem Westgipfel des Heidelsteins befindet sich der Sender Heidelstein, auf dem etwas niedrigeren Ostgipfel eine Gedenkstätte des Rhönklubs. Am Nordwesthang liegt die Quelle der Ulster und am Westhang das Loipenzentrum Rotes Moor.

## Geographie

### Lage
Die Gipfelregion des Heidelsteins befindet sich im Nordwesten des fränkischen Landkreises Rhön-Grabfeld. Etwa 350 m nordwestlich seines Gipfels verläuft die Grenze zu Hessen mit dem Landkreis Fulda. Der Berg liegt im Biosphärenreservat Rhön sowie auf der Grenze der Naturparks Bayerische Rhön im Südosten und Hessische Rhön im Nordwesten. Etwa 4,6 km nördlich des Bergs befindet sich Wüstensachsen (Hauptort der Gemeinde Ehrenberg; Hessen), 8,2 km ostsüdöstlich der Kernort des Markts Oberelsbach (Bayern), 6,5 km südlich der Kernort der Stadt Bischofsheim in der Rhön (Bayern) und 6,5 km (jeweils Luftlinie) westlich der Kernort der Stadt Gersfeld (Hessen).

### Rhein-Weser-Wasserscheide
Über den Heidelstein verläuft die Rhein-Weser-Wasserscheide. Auf seiner Nordwestflanke entspringt die Ulster, die in den östlichen Weser-Quellfluss Werra mündet. Auf dem Osthang entspringt die Els (Elsbach), die in die Streu mündet. Auf dem Südhang entspringen die Sonder, die der Els zufließt, und der Schwarzbach, der in die Brend mündet; die drei zuletzt genannten Fließgewässer gehören zum Einzugsgebiet des Rheins.

### Berghöhe und -gipfel

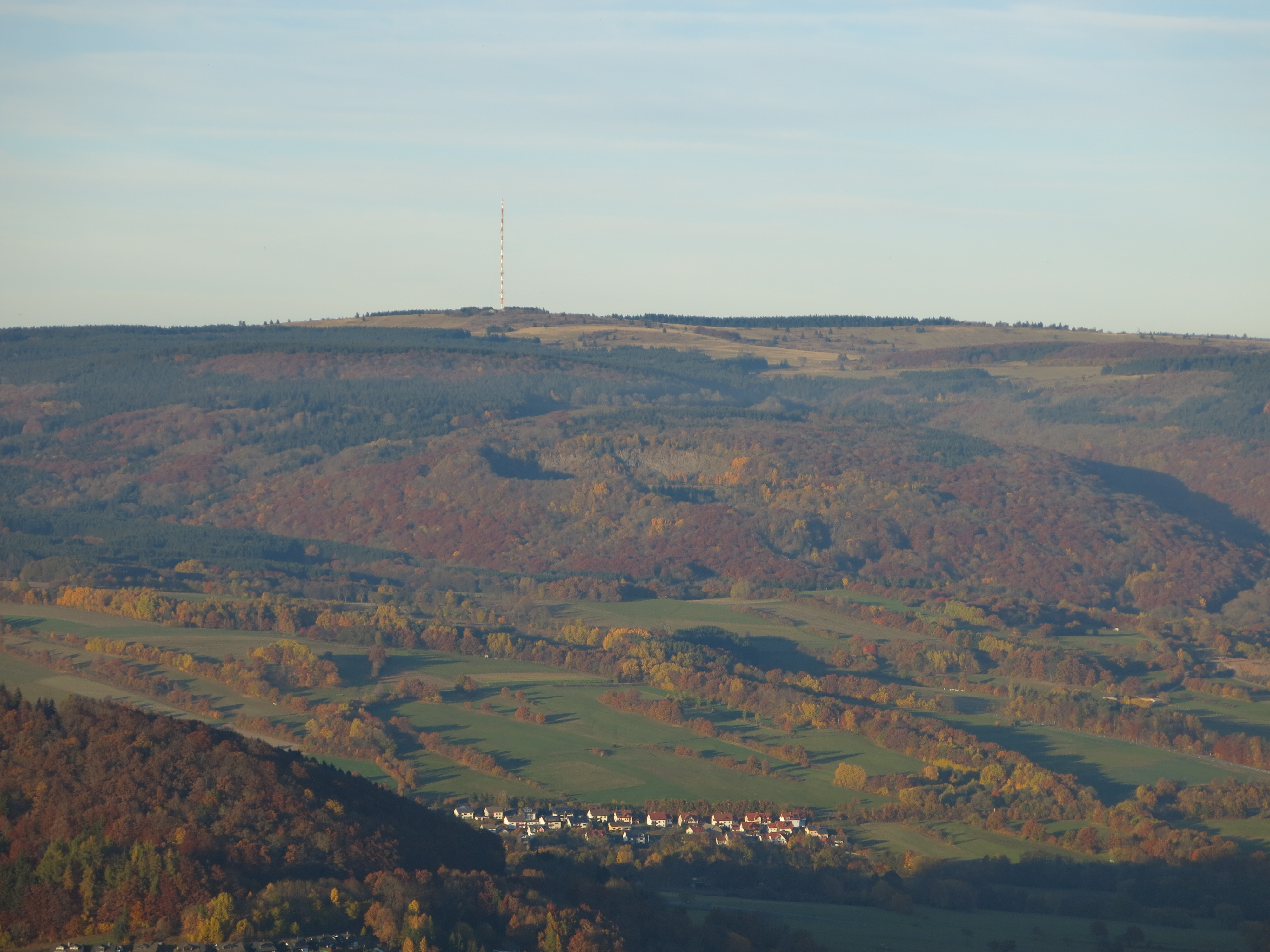
Blick vom Kreuzberg nordwärts zum Heidelstein mit seinem Doppelgipfel

Blick von der Hohen Delle zum Heidelstein im Winter

Vom westlichen Hauptgipfel (925,7 m) des Heidelsteins, dessen Höhe meist mit rund 926 m angegeben wird, zieht ein etwa 1 km langer Rücken zum 912,6 m hohen Ostgipfel. In den amtlichen topographischen Karten findet sich für beide Gipfel der Name Heidelstein sowie für den Ostgipfel die Bezeichnung Schwabenhimmel. Davon abweichend bezeichnet der offizielle Führer des Rhönklubs lediglich den Ostgipfel als Heidelstein, den gesamten Berg hingegen als Schwabenhimmel. Etwa 130 m nordwestlich des Hauptgipfels liegt ein trigonometrischer Punkt auf 923,3 m Höhe.

### Naturräumliche Zuordnung
Der Heidelstein gehört in der naturräumlichen Haupteinheitengruppe Osthessisches Bergland (Nr. 35), in der Haupteinheit Hohe Rhön (354) und in der Untereinheit Zentrale Rhön (354.1) zum Naturraum Lange Rhön (354.11), wobei seine Landschaft nach Nordosten in den Hauptteil dieses Raums überleitet, nach Süden in den Naturraum Ostabfall der Langen Rhön (354.12), nach Westen in den Naturraum Wasserkuppenrhön (354.10) und nach Norden in den Naturraum Oberes Ulstertal (354.13) abfällt.

## Geologie
Wie die gesamte Lange Rhön besteht der Untergrund des Heidelsteins aus einer ausgedehnten, zusammenhängenden Decke aus Basalt. Es sind mehrere sich überlagernde Decken etwas unterschiedlicher Zusammensetzung zu unterscheiden, die zusammen 100 bis 120 Meter Mächtigkeit aufweisen. Diese wurden bei der Hebung der gesamten Rhön durch Erosion freigelegt, eine Zuordnung zu einzelnen Vulkanbauten ist nicht mehr möglich. Anders als an der Wasserkuppe sind die Basaltdecken hier nicht durch zwischengeschaltete Tufflagen getrennt und daher schwerer differenzierbar. Das Gestein des Heidelsteins selbst wurde als Nephelin-Basalt, teilweise in blasiger Ausbildung, bestimmt. Am Nordhang des Heidelsteins überlagert der Basalt geringmächtigen Tuff über Muschelkalk.

## Schutzgebiete
Auf den bayerischen Bereichen des Heidelsteins liegen Teile des Naturschutzgebiets Lange Rhön (CDDA-Nr. 7005; 1982 ausgewiesen; 32,91 km² groß) mit nordnordöstlich des Berges gelegenem Schwerpunkt und auf seiner in Hessen gelegenen Nordflanke das NSG Kesselrain (CDDA-Nr. 82056; 1940; 31 ha). Auf bayerischer Seite befinden sich Teile des Landschaftsschutzgebiets Bayerische Rhön (CDDA-Nr. 396113; 959,8 km²), des Fauna-Flora-Habitat-Gebiets Bayerische Hohe Rhön (FFH-Nr. 5526-371; 192,6 km²) und des gleichnamigen Vogelschutzgebiets (VSG-Nr. 5526-471; 19,029 km²). Auf hessischer liegen solche des LSG Hohe Rhön (CDDA-Nr. 378482; 1997; 44,2 km²), des FFH-Gebiets Hochrhön (FFH-Nr. 5525-351; 48,09 km²) und des VSG Hessische Rhön (VSG-Nr. 5425-401; 360,8 km²).

## Flora
Die Nordwest-, West- und Südwestflanke des Heidelsteins sind mit Wald bestanden, seine Bergkuppe ist größtenteils unbewaldet und mit Borstgrasrasen bedeckt. Seine Ostflanke ist erst in tieferen Regionen bewaldet. Die vorhandenen Fichtenbestände wurden bzw. werden bei Renaturierungsmaßnahmen immer mehr entfernt. An einigen Stellen wächst die seltene Türkenbundlilie und in der Nähe der Gedenkstätte gibt es ein kleines Vorkommen wilder Maiglöckchen.

## Infrastruktur

### Sender Heidelstein

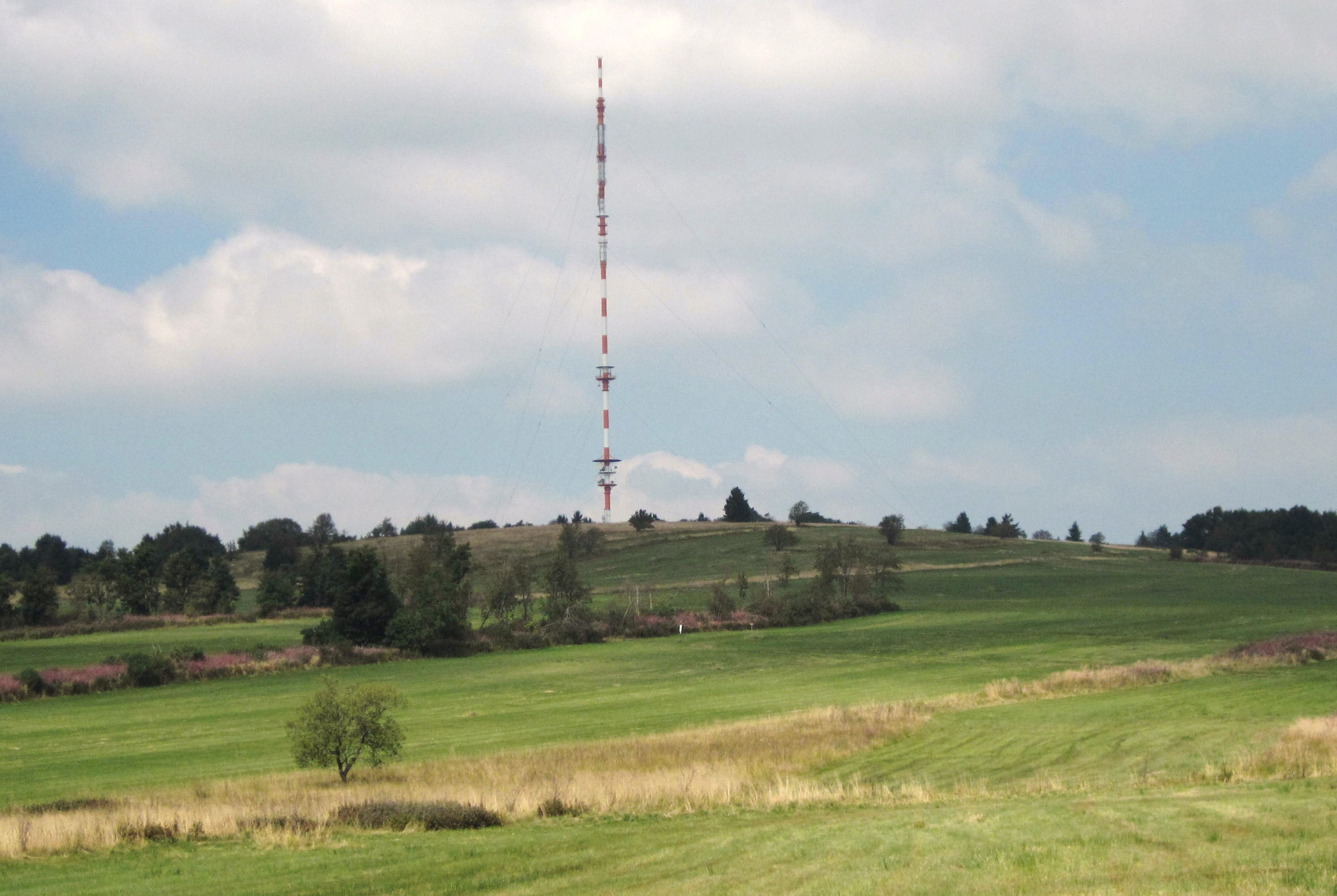
Stahlrohrmast des Senders Heidelstein auf dem Westgipfel des Heidelsteins

Auf dem Heidelstein befindet sich der Sendemast Heidelstein der Deutschen Funkturm. Der 218 m hohe abgespannte Stahlrohrmast wurde 1969 errichtet. Ausgestrahlt werden TV- und UKW-Hörfunkprogramme. 2006 wurde die Ausstrahlung analoger Fernsehprogramme zugunsten von DVB-T eingestellt.

### Verkehrsanbindung
Über den Osthang des Heidelsteins verläuft etwa in Süd-Nord-Richtung die von Bischofsheim (B 279) nach Fladungen (B 285) führende Hochrhönstraße, ein Teil der bayerischen Staatsstraße 2288. 
Von der B 279 zweigt ebenfalls  bei Bischofsheim die B 278 ab, die in Richtung Norden westlich am Berg vorbei nach Wüstensachsen führt. Von dort verläuft die L 3395 (Hessen), die in die St 2286 (Bayern) übergeht und nördlich des Ostgipfels die St. 2288 kreuzt, nach Oberelsbach.

### Wandern und Aussichtsmöglichkeiten
Über den Heidelstein führen Abschnitte mehrerer Fernwanderwege wie Rhön-Rennsteig-Wanderweg, Heidelsteinweg (HWO 5) und Hochrhöner sowie Europäischer Fernwanderweg E3 und Europäischer Fernwanderweg E6. Am schnellsten ist der Gipfelbereich vom nördlich gelegenen Parkplatz Schornhecke oder aus Westen vom Parkplatz am Roten Moor (an der B 278 Bischofsheim – Wüstensachsen) zu erreichen.
Der Heidelstein ist ein beliebter Aussichtsberg. Von seinen waldfreien Flächen bieten sich verschiedene Ausblicke in alle Richtungen, unter anderem in Richtung Süden zum Kreuzberg (927,8 m) und bei exzellenter Fernsicht nach Westen bis zum Großen Feldberg (879 m) im Taunus, nach Norden bis zum Hohen Meißner (753,6 m) oder nach Osten zum Thüringer Wald.

## Rhönklub-Gedenkstätte

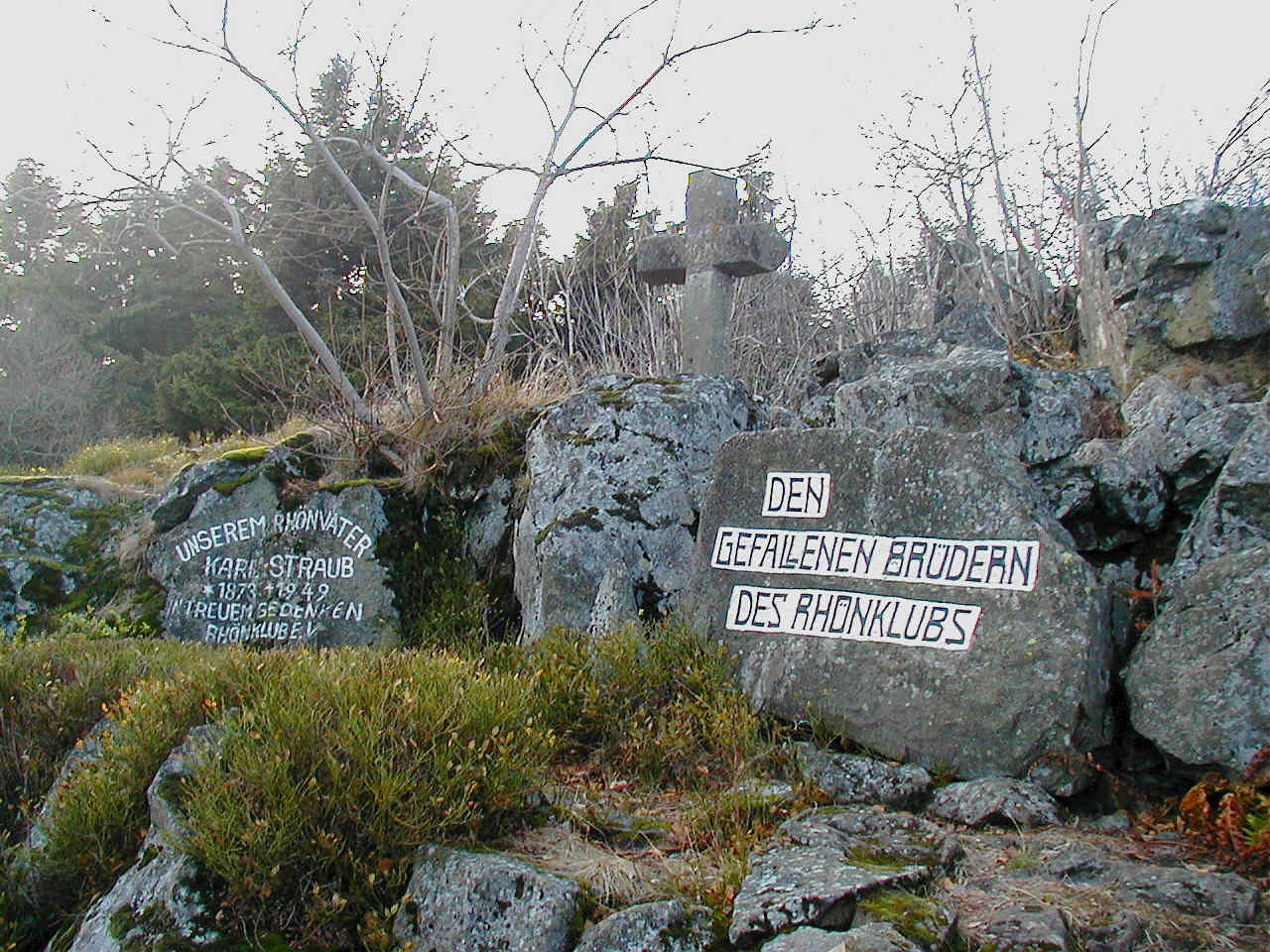
Rhönklub-Gedenkstätte auf dem Ostgipfel des Heidelsteins

Auf der Ostkuppe des Berges liegt eine Gedenkstätte des Rhönklubs, an dem sich alljährlich am dritten Septembersonntag viele Mitglieder versammeln und verstorbener Wanderkameraden gedenken.
In unmittelbarer Nähe der Gedenkstätte steht ein Kreuz aus dem Streckmetall des ehemaligen Grenzzaunes zwischen West- und Ostdeutschland als Erinnerung an die überwundene Teilung des Landes.